# Aqua Alexandrina
De Aqua Alexandriana was het laatste aquaduct dat in de oudheid werd gebouwd voor het oude Rome.

## Geschiedenis
Het aquaduct werd in het jaar 226 gebouwd in opdracht van keizer Alexander Severus, vermoedelijk om de door hem herbouwde Thermen van Nero op het Marsveld van water te voorzien.
Sextus Julius Frontinus schreef een bewaard gebleven boek over de Romeinse aquaducten, maar omdat de Aqua Alexandriana meer dan honderd jaar later werd gebouwd en er ook uit andere bronnen geen gegevens bekend zijn, zijn technische gegevens als watercapaciteit niet meer bekend.

## Loop
De bron lag in een moerasachtig gebied op ongeveer 22 kilometer ten zuidoosten van Rome, bij het huidige Monte Compatri. Vanaf hier liep het aquaduct deels ondergronds en deels op bogen gedragen bovengronds richting de Porta Maggiore, waar het ondergronds de stad binnenkwam. Binnen de stadsgrens is de loop van het aquaduct niet meer bekend, maar mogelijk liep het ondergronds via de Esquilijn naar de Quirinaal en vandaar naar het Marsveld. Waarschijnlijk was het eindpunt een castellum (reservoir) in de buurt van het Pantheon.

## Restanten
Binnen de stadsmuren van Rome zijn nooit restanten teruggevonden, maar in de laatste kilometers voor de stad staan nog enkele delen overeind. Met name de 250 meter lange sectie in het district Centocelle is nog in goede staat. De bogen bereiken hier een hoogte van 20 meter. Ook bij Tor Pignattara staat nog een 250 meter lang deel van het aquaduct.